# 边囊假毛蕨
边囊假毛蕨（学名：Pseudocyclosorus submarginalis）为金星蕨科假毛蕨属下的一个种。

## 扩展阅读
- 維基物種上的相關：边囊假毛蕨